# Giuliano Amato
Giuliano Amato [džuliàno amáto], italijanski politik, * 13. maj 1938, Torino.
Leta 1958 se je včlanil v Socialistično stranko Italije. V letih 1987−1989 je bil finančni minister, 1992-1993 predsednik vlade, 1998-2000 minister za institucionalne reforme in zakladni minister. Od aprila 2000 do maja 2001 je bil ponovno predsednik italijanske vlade.
V pokoju je 2023 ponovno sprožil vprašanje odgovornosti za sestrelitev italijanskega potniškega letala v 70. letih nad Tirensko morjem med vajami letalstva držav NATO pakta.